# Georges Récipon

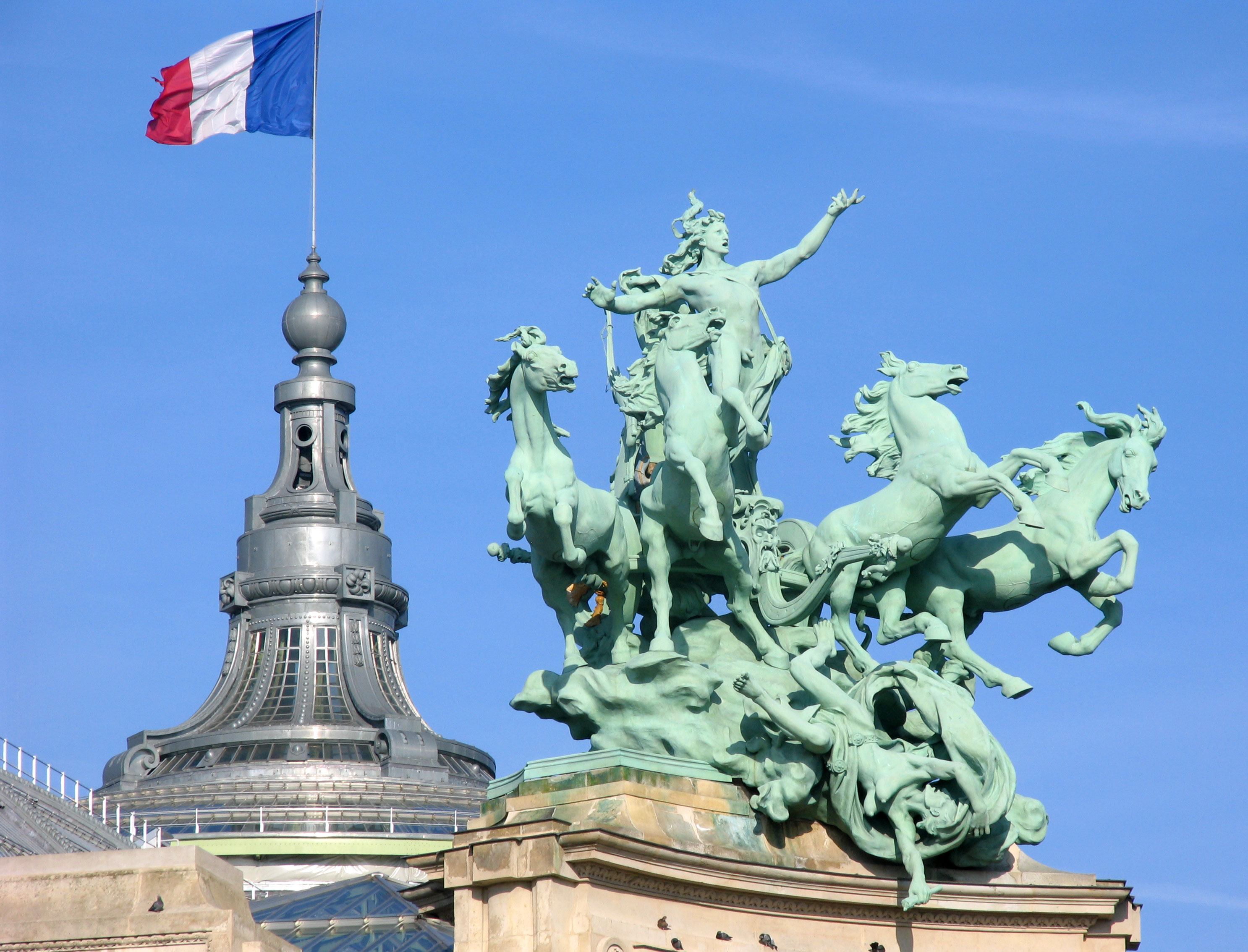
L'Harmonie triomphant de la Discorde, (L'Harmonia triomfant sobre la Discòrdia) al Grand Palais

Georges Récipon, (París, 20 de març de 1860 a París i mort el 20 de març de 1920), va ser un pintor i escultor francès. Va debutar al Saló de 1879 on va ser admès com a soci el 1888. Va participar en les Exposicions universals de 1889, 1890 i 1900. Oblidats els seus paisatges i retrats, és recordat sobretot com a escultor. És l'autor de les Nimfes del pont Alexandre III i de les quadrigues de les teulades del Grand Palais de Paris.

## Biografia
Nascut a París el 17 de gener de 1860, fill de l'orfebre Paul Edmond Récipon, amb qui va treballar. Després va entrar a la École Nationale Supérieure des Beaux-Arts, on va estudiar amb Dumont i Thomas.
Va obtenir, en pintura, el primer premi Jouvain Allainville (1882) i un premi de pintura decorativa; en escultura el primer segon Prix de Rome, amb El retorn del fill pròdig (1889).
Va participar en els successius Salons de la Societat d'artistes francesos:
a la secció d'escultura amb:
- Tirteo, grup de guix (1879)
- Pandora, petita estàtua (1880)
- Sr. Mulot, bust de bronze (1881)

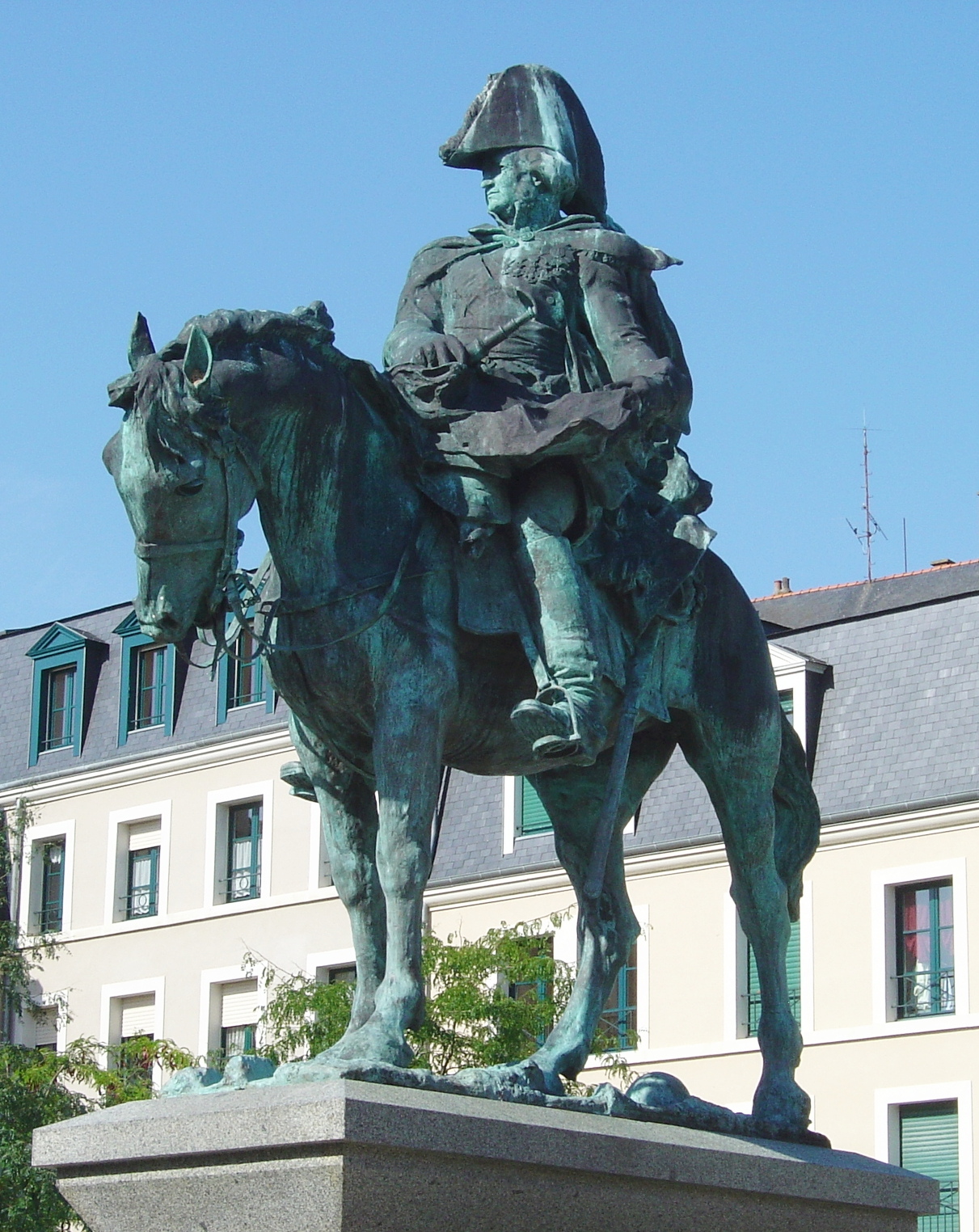
Estàtua eqüestre del general Lariboisiere, a Fougères

- Retrat de la senyoreta C. Chassaing, bust de guix (1886)
- l'Aurora, alt relleu decoratiu(1888)
- L'arpa i l'espasa, al·legoria, estàtua de guix (1890);
- Comte de Lariboisière important estàtua de guix (1891); reproduïda en bronze, aquesta estàtua desapareguda, més tard, es va inaugurar a Fougères (Ille-et-Vilaine)
- Venus, estàtua de marbre (1893)
- Sr. Danbé, bust de guix, i cavall embolcallat, bronze (1894)
- Les meves filletes, guix
- M. Paul Monnet, de la Comédie-Française, bust de guix i dos medallons de guix(1897)
- El Nostre amic, bust de bronze, que pertany al senyor Leblanc Barbedienne, i la Tomba de la senyora Lecomte, baix relleu, erigit a Auvers-sur-Oise (1898).

Va col·laborar amb el diari Le Figaro il·lustrant, a la Revue illustrée, a la Revue des Lettres et des Arts, a Le Monde Illustré, on les seves composicions van ser molt famoses.